# Вест Либерти (Кентаки)
Вест Либерти (енгл. West Liberty) град је у америчкој савезној држави Кентаки.

## Демографија
По попису из 2010. године број становника је 3.435, што је 158 (4,8%) становника више него 2000. године.
| Група             | 2000.         | 2010.         |
| Белци             | 2.579 (78,7%) | 2.713 (79,0%) |
| Афроамериканци    | 596 (18,2%)   | 581 (16,9%)   |
| Азијати           | 7 (0,2%)      | 36 (1,0%)     |
| Хиспаноамериканци | 41 (1,3%)     | 61 (1,8%)     |
| Укупно            | 3.277         | 3.435         |